# 张婕妤 (汉宣帝)
张婕妤（前1世纪?—前1世纪前50年代至前49年间），中國西汉時代皇族女性，為汉宣帝的婕妤。
张婕妤被汉宣帝宠爱，生下儿子淮阳宪王刘钦。地节四年（前66年），皇后霍成君被废，汉宣帝想要立张婕妤为皇后。后来，想到霍氏家族欲害皇太子刘奭，于是在元康二年（前64年）选后宫无子、谨慎的王婕妤为皇后。
王婕妤成为皇后后，仍然无宠，很少被汉宣帝召见，还是张婕妤最受宠。刘钦长大，喜欢经书、法律。太子刘奭宽仁，喜儒术。汉宣帝又有意立张婕妤为皇后、刘钦为太子，后来想起太子是自己和许皇后在民间所生，及即位後，许后被害，太子早失母，不忍废黜。黄龙元年（前49年），汉宣帝崩。汉元帝刘奭即位，刘钦就封淮阳国。当时，张婕妤已卒，刘钦的外祖母和舅父张博兄弟三人至淮阳见亲，受到刘钦的赏赐。